# 陳道隆
陳道隆，清朝政治人物。湖南黔陽縣人。
嘉慶二十四年（1819年）己卯恩科進士，授直隸臨城縣知縣，遷柏鄉縣知縣，升京縣大興縣知縣。後回籍保教授補用。

## 外部連結
- 湖南黔阳柳溪居士陈道隆